# Shorea confusa
Shorea confusa är en tvåhjärtbladig växtart som beskrevs av Peter Shaw Ashton. Shorea confusa ingår i släktet Shorea och familjen Dipterocarpaceae. Inga underarter finns listade i Catalogue of Life.